# Joaquin Pauls Bosch
Joaquin Pauls Bosch (Terrassa, 11 marzo 1961) è un allenatore di hockey su pista ed ex hockeista su pista spagnolo.

## Palmarès

### Giocatore

#### Club

##### Competizioni nazionali
- Campionato spagnolo: 5

Barcellona: 1979-1980, 1980-1981, 1981-1982, 1983-1984, 1984-1985
- Coppa del Re: 4

Barcellona: 1981, 1985, 1986, 1987

##### Competizioni internazionali
- CERH European League: 6

Barcellona: 1979-1980, 1980-1981, 1981-1982, 1982-1983, 1983-1984, 1984-1985
- Supercoppa d'Europa/Coppa Continentale: 6

Barcellona: 1980-1981, 1981-1982, 1982-1983, 1983-1984, 1984-1985, 1985-1986
- Coppa delle Coppe: 1

Barcellona: 1986-1987

#### Nazionale
- Campionato mondiale: 1

Talcahuano 1980
- Campionato europeo: 3

Essen 1981, Vercelli 1983, Barcelos 1985

### Allenatore

#### Club

##### Competizioni nazionali
- Campionato spagnolo: 4

Barcellona: 2005-2006, 2006-2007, 2007-2008, 2008-2009
- Coppa del Re: 1

Barcellona: 2007
- Supercoppa di Spagna: 2

Barcellona: 2007, 2008

##### Competizioni internazionali
- Coppa CERS/WSE: 1

Barcellona: 2005-2006
- Supercoppa d'Europa/Coppa Continentale: 3

Barcellona: 2005-2006, 2006-2007, 2007-2008
- CERH European League: 2

Barcellona: 2006-2007, 2007-2008
- Coppa Intercontinentale: 1

Barcellona: 2008

#### Nazionale
- Campionato mondiale: 1

Spagna: Nanchino 2017
- Campionato europeo: 1

Spagna: La Coruña 2018